# Karl Emil Adelbert von Herder
Karl Emil Adelbert von Herder, auch als Adelbert Herder bekannt (* 25. August 1779 in Weimar; † 8. Juli 1857 in Regensburg) war ein deutscher Gutsbesitzer und Landwirt in Bayern.

## Leben
Der vierte Sohn Johann Gottfried Herders wurde an einem Geburtstag seines Vaters (der gleichzeitig der Jahrestag seiner Verlobung mit Caroline Flachsland war) geboren.
Der Junge wurde auf die Namen Karl Emil Adelbert getauft. Seine Taufpaten waren der Herzog Karl-August, die Gräfin Emilie von Bernstorff (Ehefrau von Johann Hartwig Ernst von Bernstorff), die Hofdame Fräulein Adelheid von Waldner, Prinz August von Sachsen-Gotha-Altenburg, die Geheime Rätin von Frankenberg aus Gotha, der Canonicus Johann Wilhelm Ludwig Gleim in Halberstadt und die Frau Regierungssekretärin Christine Wilhelmine Flachsland in Darmstadt.
Adelbert entwickelte schon als Kind Interesse an der Landwirtschaft. Nach der Absolvierung des Gymnasiums ging er zunächst zur Lehre als Landwirt auf ein Gut bei Halberstadt, auf das er durch Empfehlung Gleims gelang. Die nächste Station war ein Gut bei Dänischenhagen im Kreis Eckernförde. Er erlernte 1794/95 in Hedersleben, bzw. 1796/97 in Eckhof die Landwirtschaft und arbeitete 1797–1799 in Oberweimar, konnte aber schließlich nur schwer durch einen Bekannten Jean Pauls in der Oberpfalz eine Verwalterstelle als Landwirt vermittelt werden. 1799 kam er also nach Bayern, wo er Anfang des Jahres 1800 die Stellung als Verwalter des Gutsbesitzers Freiherr von Voelderndorff (Völderndorff) in Colmberg annahm. Schon im Jahre 1801 gab Adelbert diese Stellung allerdings wieder auf, in der Folge kam es zu einer Auseinandersetzung über die Abrechnungen, die dann zu langwierigen Prozessen führten. Im Jahre 1801 wurde er auch Doktor der Philosophie in Jena.

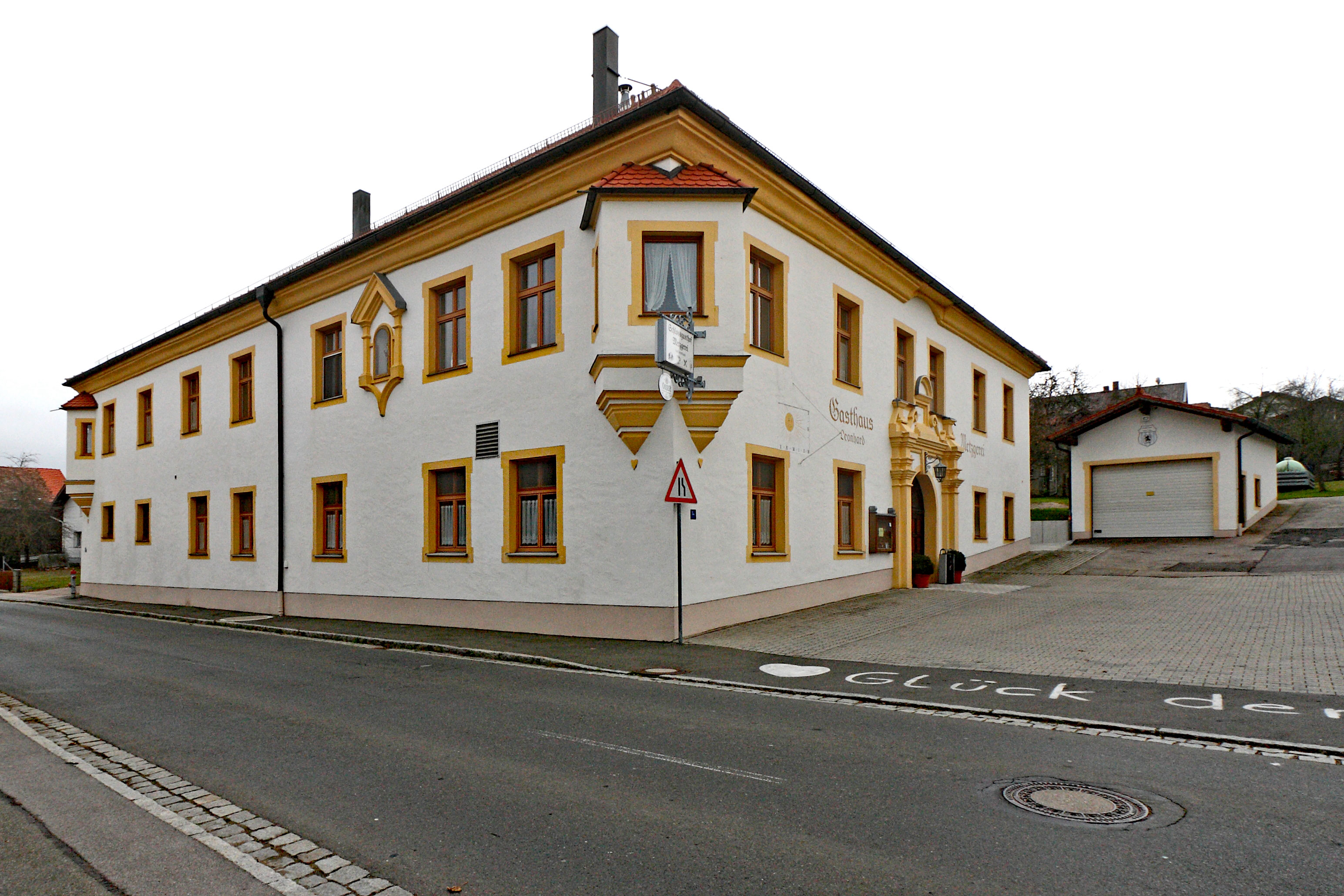
Schloss Stachesried

Adelbert hatte sich im selben Jahr nun entschieden ein eigenes Gut zu kaufen. Seine Wahl fiel auf die Hofmark Stachesried in der Grafschaft Cham. Dies einsam aber anmutig gelegene Gut mit seinem aus dem Jahre 1692 stammenden Schloss Stachesried sollte nach Adelberts Vorstellungen später auch als Ruhesitz seines Vaters dienen. Am 4. Oktober 1801 wurde der Kaufvertrag unterschrieben, um die bevorstehende Ernte zu sichern, aber Adelbert und die Familie Herder hat an diesem Besitz nie Freude gehabt. Schon bald musste der 22-jährige drei Hypotheken über 18.000 Taler aufnehmen, aber dennoch war der Besitz des Gutes zunächst gefährdet. Für die erste Tilgung wurde ein durch Vermittlung des Reichsfreiherrn Heinrich Friedrich Karl vom Stein bei der Herzoglichen Altenburger Kammer-Leihbank aufgenommenes Darlehen verwendet, für das der Reichsfreiherr 1802 Bürgschaft leistete. In Bayern hatte jeder Adelige das Recht, einem bürgerlichen Käufer, der ein Gut erwarb, dies in dem ersten Jahr nach dem Kauf zum Einstandspreis wieder abzunehmen. Freiherr von Voelderndorff, sein ehemaliger Arbeitgeber, drohte, Adelbert das Gut wieder abzunehmen. Um diese Gefahr abzuwenden, ersuchte sein Vater beim bayrischen Kurfürsten Maximilian Joseph um seine Nobilitierung nach, die dann auch am 8. Oktober 1801 erfolgte. Damit konnte sich auch Adelbert des Adels bedienen.
Adelbert wirtschaftete auf diesem Gut mit viel Idealismus, aber wenig Gespür für die wirtschaftlichen Zusammenhänge. Schon 1809 war das Gut so hoch verschuldet, dass es in gerichtliche Administration genommen wurde, was seine Eltern nicht mehr erlebten. Dies war auch der Grund, weshalb sein bereits 1802 mit der vierzehnjährigen Helene von Münchhausen (1788–1839) geschlossenes Verlöbnis auf Betreiben von deren Vater 1808 wieder aufgelöst wurde. Dieser, Ernst Friedemann (III.) von Münchhausen (1761–1826) auf Herrengosserstedt, gehörte zu Herders Gläubigern. Helene verwand dies nie und starb unvermählt. Adelbert führte über Jahrzehnte Gerichtsprozesse, um das Gut zurückzuerlangen. Er wurde in dieser Angelegenheit immer verbissener und steigerte sich in das Gefühl hinein, ungerecht behandelt worden zu sein, so dass er schließlich in den Verdacht des Wahnsinns geriet. Der hoffnungslose Kampf um seinen Besitz füllte den Rest seines Lebens aus. Er wurde für den Rest seines Lebens von seinen Geschwistern unterhalten, gab aber von diesen Einkünften wieder viel Geld für andere zwielichtige Gestalten aus, statt für sich selbst zu sorgen. Er starb 1857 in äußerster Armut in Regensburg.